# Daniel Blockert
Daniel Blockert, född 1968, är ambassadör vid Utrikesdepartementet och är från hösten 2014 Sveriges representant i Världshandelsorganisationen, WTO.
Blockert var 2010–2014 departementsråd och biträdande enhetschef för Enheten för Internationell handelspolitik vid Utrikesdepartementet. Innan detta (2008–2010) var han posterad vid Sveriges ambassad i Singapore, där han bl.a. ansvarade för ekonomiska frågor, handelspolitik, främjande och mänskliga rättigheter. Blockert har tidigare även arbetat med andra handelspolitiska frågor vid Utrikesdepartementet, särskilt relaterade till WTO. Han har arbetat på Utrikesdepartementet sedan 2003 och arbetade dessförinnan vid Jordbruksdepartementet, bl.a. som EU-samordnare under det svenska ordförandeskapet i EU 2001.
Daniel är gift och har en dotter.